# Левиз, Фёдор Фёдорович
Фёдор Фёдорович Левиз (нем. Friedrich von Löwis of Menar; 6 (17) сентября 1767 — 16 (28) апреля 1824) — российский командир эпохи наполеоновских войн, генерал-лейтенант Русской императорской армии.

## Биография
Происходил из немецких лифляндских дворян. Предки переселились в Прибалтику из Шотландии в 1630 году и были офицерами королевства Швеция. Родился 6 (17) сентября 1767 года. Отец — Рейнгольд Фридрих фон Левиз-оф-Менар (1731–1794), генерал-майор русской армии, мать Доротея Елизабет (1744—1799), урождённая Клапье. Брат Андреаса фон Левиз-оф-Менара, который также некоторое время служил в российской армии.
Начал действительную службу подпоручиком Ревельского пехотного полка в 1782 году. В 1783 году был произведён в поручики, а в 1786 году перешёл в Нарвский пехотный полк и, командуя в нём ротой, принял участие в войне со Швецией в 1788—1790 годов, где совершил ряд подвигов. В бою под Фридрихсгамом атакой на правое крыло шведов он содействовал их поражению; под сильным неприятельским огнём уничтожил мост на реке Кюмени (чин капитана); атакой ночью захватил со своей ротой и 160 охотниками других полков шведскую батарею (чин секунд-майора); с 2 ротами перешёл по рыхлому льду озера Сайма; штурмом взял укреплённую деревню Кумбарандо, затем атаковал неприятельскую батарею и захватил 1 орудие и 30 нижних чинов (чин премьер-майора). 
Назначенный командиром одного из гренадерских батальонов в армии генерала Кречетникова, Левиз принял в 1791 году участие в войне с Польшей и выделился как лихой партизан. Сформировав летучий отряд из 2 гренадерских рот, 60 егерей, эскадрона драгун, эскадрона гусар и сотни казаков, он лихим налетом занял Вильну и затем участвовал в поражении конфедератов у м. Гранно. 
В кампании 1794 года Левиз разбил отряд Грабовского под Вильной, пробился с 6 ротами через 7-тысячный отряд Ясинского, отбил 3 пушки, участвовал в ночном бою у Солл, близ Сморгони и в штурме Вильны, разбил поляков у Вилькомира и за отличия в делах с поляками получил чин подполковника, орден Святого Георгия 4-й степени и золотую шпагу. 
По окончании войны Левиз служил в Рижском и Самогитском карабинерских полках, в 1798 году был назначен командиром Рижского кирасирского полка, произведён в полковники, а в 1799 году — в генерал-майоры, с назначением шефом Казанского кирасирского полка, названного его именем, но в 1800 году был отставлен императором Павлом от службы. В 1801 году он вновь был принят на службу и назначен командиром Екатеринославского кирасирского полка, но в 1802 году по болезни вышел в отставку; в 1805 году вновь вступил в службу, был назначен шефом Ярославского мушкетёрского полка и доблестно сражался с ним под Аустерлицем (орден Святого Владимира 3 степени).
В кампанию 1806—1807 гг. Левиз, командуя авангардом корпусаса Эссена 1-го, всё время тревожил противника, участвовал в бою при Острове и в ряде других дел. Произведённый в 1807 г. в генерал-лейтенанты, Левиз был назначен начальником 10-й пехотной дивизии, участвовал с ней в походе в Галицию в 1809 году, а в 1810 году был назначен в Молдавскую армию, получив в командование корпус в составе 8 батальонов, 24 эскадронов и 24 орудий, с которым и участвовал в боях под Шумлой. Тяжкая болезнь снова заставила Левиза выйти в отставку в 1811 году. 
С началом Отечественной войны 1812 года он вновь вступил в службу и, командуя отдельным отрядом в корпусе генерала Эссена, оборонял Лифляндию от прусских войск корпуса генерала Йорка, причём особенно прославился геройской обороной мызы Экау и нападением на пруссаков у села Кекау. 2 октября 1812 года он был награждён орденом Св. Георгия 3-й степени  
В воздаяние отличных подвигов мужества и храбрости, оказанных в сражении против французских войск 10-го августа под Ригою.
В кампанию 1813 года Левиз, по поручению графа Витгенштейна, обложил Данциг и руководил его блокадой до прибытия командира блокадного корпуса принца Александра Вюртембергского. После капитуляции крепости Левиз был награждён золотой шпагой с алмазами и орденом Святого Александра Невского. 

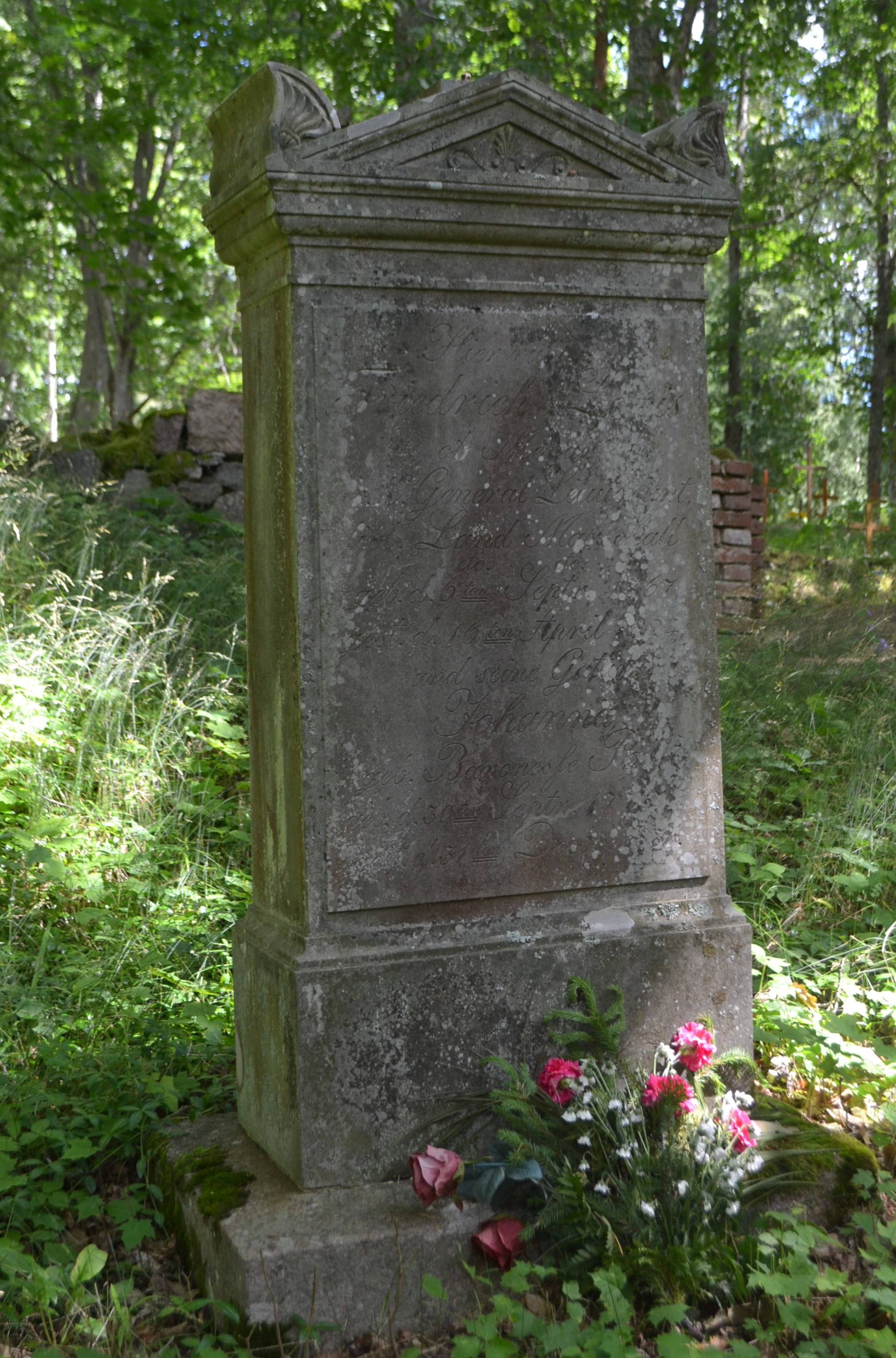
Надгробие на кладбище в Мазсалаце

Назначенный начальником 25-й пехотной дивизии, Левиз в 1814 году вышел в отставку, жил в Дерпте, был предводителем Лифляндского дворянства (1818—1821). Умер 16 апреля 1824 года от паралича в имении мужа сестры Зелен Вольмарского уезда. Похоронен на кладбище в Салисберге.
После Левиза остались познавательные записки о всех войнах, в которых он участвовал (особенно подробно описана блокада и осада Данцига), и ряд сочинений по фортификации, ботанике, технологии и земледелию, несколько «юмористических статей» и ряд переводов на немецкий язык русских, французских и английских классиков (всё в рукописи).
А. И. Михайловский-Данилевский писал о Левизе:
Фёдор Фёдорович Левиз был довольно высокого роста, крепкого телосложения, белокур, и имел лицо выразительное, открытое, вполне выражавшее его душу. Исполненный правил рыцарской честности, он был нрава вспыльчивого, но раздражительность его продолжалась недолго. Хладнокровный и распорядительный в битвах, он был строг и взыскателен по службе. Подчинённые любили и уважали его.

## Семья
Жена с 1797 года — Иоганна Вильгельмина (1779—1831), дочь барона Морица Поссе, приходилась единоутробной сестрой Наталье Ивановне Загряжской, матери Наталии Николаевны Пушкиной. Похоронена вместе с супругом на семейном кладбище в Салисберге.
У них было 12 детей, из которых выжили пятеро:
- Август Готгард[нем.] (1801—1849) — президент Лифляндского гофгерихта и депутат дворянства Рижского уезда;
- Иоганна Вильгельмина (1807—1870) — замужем за лифляндским дворянином Морицем Левизом-оф-Менаром (1808—1890);
- Александр (1809—1851) — отставной штабс-ротмистр, служил лесничим в Виленской губернии;
- Анна Юлианна (1818—1886) — замужем за двоюродным братом Карлом Фридрихом фон Энгельгардтом (1807—1871);
- Елизавета (1820—1855), замужем Пфайль.